# 19e étape du Tour d'Italie 2018
Pour un article plus général, voir Tour d'Italie 2018.
La 19e étape du Tour d'Italie 2018 se déroule le vendredi 25 mai 2018, entre Venaria Reale et Bardonnèche sur une distance de 185 km.

## Déroulement de la course
L'équipe Sky durcit la course très tôt dans l'étape, mettant rapidement en difficulté le maillot rose Simon Yates qui finira à plus de 38 minutes. Dans l'antépénultième col, Christopher Froome passe à l'attaque et s'échappe seul en utilisant sa fréquence de pédalage rapide qui lui est propre. Il réussit une échappée de 80 km. Derrière lui, un groupe de cinq coureurs avec Tom Dumoulin, Sébastien Reichenbach, Thibaut Pinot, Miguel Ángel López, Richard Carapaz font la chasse mais seuls les deux premiers se relaient. L'essentiel du travail de chasse est effectué par Sébastien Reichenbach, équipier de Thibaut Pinot, le coureur suisse est le seul du groupe à ne pas avoir de visée au classement général, mais il doit être attendu par ses quatre compagnons d'échappée à chaque descente. Ayant été victime de très graves fractures en octobre au Tour de Lombardie 2017, il est depuis très prudent en descente. Cela ralentit le groupe et profite à Froome. Ils ne lui reprendront jamais de temps, et Froome s'impose avec trois minutes d'avance. Il avait 2 minutes 30 de retard sur Tom Dumoulin et prend donc le maillot rose.
Dans un grand tour, depuis 20 ans, c'est la plus grande échappée victorieuse comparable à celles de Claudio Chiappucci et Floyd Landis dans des Tours de France. Tous les deux ayant reconnu s'être dopés par la suite, la performance de Froome interroge donc. Après l'étape, le coureur néozélandais George Bennett compare ouvertement Froome à Landis tandis que le Français Lilian Calmejane lui demande ses données d'entraînement Strava qui permettraient d'avoir une meilleure transparence sur sa performance exceptionnelle dans l'étape. Les données de Froome et Dumoulin ont été communiquées par la suite et ne montrent rien d'anormal. L'Équipe titre en fin de saison « 19e étape du Giro 2018 : la journée la plus folle de l'année ».

## Résultats

### Classement de l'étape
| \| Classement de l'étape \| Classement de l'étape \| Classement de l'étape \| Classement de l'étape \| Classement de l'étape \| \| Coureur \| Coureur \| Pays \| Équipe \| Temps \| \| --------------------- \| --------------------- \| --------------------- \| --------------------- \| --------------------- \| \| 1er \| Christopher Froome \| Royaume-Uni \| Team Sky \| 5 h 12 min 26 s \| \| 2e \| Richard Carapaz \| Équateur \| Movistar Team \| + 3 min 00 s \| \| 3e \| Thibaut Pinot \| France \| Groupama-FDJ \| + 3 min 07 s \| \| 4e \| Miguel Ángel López \| Colombie \| Astana \| + 3 min 12 s \| \| 5e \| Tom Dumoulin \| Pays-Bas \| Team Sunweb \| + 3 min 23 s \| \| 6e \| Sébastien Reichenbach \| Suisse \| Groupama-FDJ \| + 6 min 13 s \| \| 7e \| Davide Formolo \| Italie \| Bora-Hansgrohe \| + 8 min 22 s \| \| 8e \| Sam Oomen \| Pays-Bas \| Team Sunweb \| + 8 min 23 s \| \| 9e \| Patrick Konrad \| Autriche \| Bora-Hansgrohe \| + 8 min 23 s \| \| 10e \| Pello Bilbao \| Espagne \| Astana \| + 8 min 23 s \| |                       |             |                |                 |
| |                       |             |                |                 |
| Source : ProCyclingStats |                       |             |                |                 |
| Classement de l'étape |                       |             |                |                 |
| Coureur | Coureur               | Pays        | Équipe         | Temps           |
| 1er | Christopher Froome    | Royaume-Uni | Team Sky       | 5 h 12 min 26 s |
| 2e | Richard Carapaz       | Équateur    | Movistar Team  | + 3 min 00 s    |
| 3e | Thibaut Pinot         | France      | Groupama-FDJ   | + 3 min 07 s    |
| 4e | Miguel Ángel López    | Colombie    | Astana         | + 3 min 12 s    |
| 5e | Tom Dumoulin          | Pays-Bas    | Team Sunweb    | + 3 min 23 s    |
| 6e | Sébastien Reichenbach | Suisse      | Groupama-FDJ   | + 6 min 13 s    |
| 7e | Davide Formolo        | Italie      | Bora-Hansgrohe | + 8 min 22 s    |
| 8e | Sam Oomen             | Pays-Bas    | Team Sunweb    | + 8 min 23 s    |
| 9e | Patrick Konrad        | Autriche    | Bora-Hansgrohe | + 8 min 23 s    |
| 10e | Pello Bilbao          | Espagne     | Astana         | + 8 min 23 s    |

### Points attribués
|   | Cycliste        | Pays     | Équipe                      | Points |
| - | --------------- | -------- | --------------------------- | ------ |
| 1 | Zdeněk Štybar   | Tchéquie | Quick-Step Floors           | 8      |
| 2 | Krists Neilands | Lettonie | Israel Cycling Academy      | 4      |
| 3 | Fausto Masnada  | Italie   | Androni Giocattoli-Sidermec | 1      |

|   | Cycliste           | Pays        | Équipe       | Points | Bonif |
| - | ------------------ | ----------- | ------------ | ------ | ----- |
| 1 | Christopher Froome | Royaume-Uni | Sky          | 8      | 3 s   |
| 2 | Tom Dumoulin       | Pays-Bas    | Sunweb       | 4      | 2 s   |
| 3 | Thibaut Pinot      | France      | Groupama-FDJ | 1      | 1 s   |

| - Arrivée finale à Bardonnèche (km 185) : \| \| Cycliste \| Pays \| Équipe \| Points \| Bonif \| \| -- \| --------------------- \| ----------- \| -------------- \| ------ \| ----- \| \| 1 \| Christopher Froome \| Royaume-Uni \| Sky \| 15 \| 10 s \| \| 2 \| Richard Carapaz \| Équateur \| Movistar \| 12 \| 6 s \| \| 3 \| Thibaut Pinot \| France \| Groupama-FDJ \| 9 \| 4 s \| \| 4 \| Miguel Ángel López \| Colombie \| Astana \| 7 \| \| \| 5 \| Tom Dumoulin \| Pays-Bas \| Sunweb \| 6 \| \| \| 6 \| Sébastien Reichenbach \| Suisse \| Groupama-FDJ \| 5 \| \| \| 7 \| Davide Formolo \| Italie \| Bora-Hansgrohe \| 4 \| \| \| 8 \| Sam Oomen \| Pays-Bas \| Sunweb \| 3 \| \| \| 9 \| Patrick Konrad \| Autriche \| Bora-Hansgrohe \| 2 \| \| \| 10 \| Peio Bilbao \| Espagne \| Astana \| 1 \| \| |                       |             |                |        |       |
| | Cycliste              | Pays        | Équipe         | Points | Bonif |
| 1 | Christopher Froome    | Royaume-Uni | Sky            | 15     | 10 s  |
| 2 | Richard Carapaz       | Équateur    | Movistar       | 12     | 6 s   |
| 3 | Thibaut Pinot         | France      | Groupama-FDJ   | 9      | 4 s   |
| 4 | Miguel Ángel López    | Colombie    | Astana         | 7      |       |
| 5 | Tom Dumoulin          | Pays-Bas    | Sunweb         | 6      |       |
| 6 | Sébastien Reichenbach | Suisse      | Groupama-FDJ   | 5      |       |
| 7 | Davide Formolo        | Italie      | Bora-Hansgrohe | 4      |       |
| 8 | Sam Oomen             | Pays-Bas    | Sunweb         | 3      |       |
| 9 | Patrick Konrad        | Autriche    | Bora-Hansgrohe | 2      |       |
| 10 | Peio Bilbao           | Espagne     | Astana         | 1      |       |

### Cols et côtes
|   | Cycliste          | Pays     | Équipe           | Points |
| - | ----------------- | -------- | ---------------- | ------ |
| 1 | Luis León Sánchez | Espagne  | Astana           | 15     |
| 2 | Matteo Montaguti  | Italie   | AG2R La Mondiale | 8      |
| 3 | Sergio Henao      | Colombie | Sky              | 6      |
| 4 | Darwin Atapuma    | Colombie | UAE Emirates     | 4      |
| 5 | José Gonçalves    | Portugal | Katusha-Alpecin  | 2      |
| 6 | Valerio Conti     | Italie   | UAE Emirates     | 1      |

|   | Cycliste              | Pays             | Équipe         | Points |
| - | --------------------- | ---------------- | -------------- | ------ |
| 1 | Christopher Froome    | Royaume-Uni      | Sky            | 45     |
| 2 | Tom Dumoulin          | Pays-Bas         | Sunweb         | 30     |
| 3 | Richard Carapaz       | Équateur         | Movistar       | 20     |
| 4 | Miguel Ángel López    | Colombie         | Astana         | 14     |
| 5 | Thibaut Pinot         | France           | Groupama-FDJ   | 10     |
| 6 | Sébastien Reichenbach | Suisse           | Groupama-FDJ   | 6      |
| 7 | Domenico Pozzovivo    | Italie           | Bahrain-Merida | 4      |
| 8 | Sam Oomen             | Pays-Bas         | Sunweb         | 2      |
| 9 | George Bennett        | Nouvelle-Zélande | Lotto NL-Jumbo | 1      |

|   | Cycliste              | Pays        | Équipe       | Points |
| - | --------------------- | ----------- | ------------ | ------ |
| 1 | Christopher Froome    | Royaume-Uni | Sky          | 7      |
| 2 | Sébastien Reichenbach | Suisse      | Groupama-FDJ | 4      |
| 3 | Thibaut Pinot         | France      | Groupama-FDJ | 2      |
| 4 | Tom Dumoulin          | Pays-Bas    | Sunweb       | 1      |

|   | Cycliste              | Pays        | Équipe         | Points |
| - | --------------------- | ----------- | -------------- | ------ |
| 1 | Christopher Froome    | Royaume-Uni | Sky            | 35     |
| 2 | Richard Carapaz       | Équateur    | Movistar       | 18     |
| 3 | Thibaut Pinot         | France      | Groupama-FDJ   | 12     |
| 4 | Miguel Ángel López    | Colombie    | Astana         | 9      |
| 5 | Tom Dumoulin          | Pays-Bas    | Sunweb         | 6      |
| 6 | Sébastien Reichenbach | Suisse      | Groupama-FDJ   | 4      |
| 7 | Davide Formolo        | Italie      | Bora-Hansgrohe | 2      |
| 8 | Sam Oomen             | Pays-Bas    | Sunweb         | 1      |

## Classements à l'issue de l'étape

### Classement général
| \| Classement général \| Classement général \| Classement général \| Classement général \| Classement général \| \| Coureur \| Coureur \| Pays \| Équipe \| Temps \| \| ------------------ \| ------------------ \| ------------------ \| ------------------ \| ------------------ \| \| 1er \| Christopher Froome \| Royaume-Uni \| Team Sky \| 80 h 21 min 59 s \| \| 2e \| Tom Dumoulin \| Pays-Bas \| Team Sunweb \| + 40 s \| \| 3e \| Thibaut Pinot \| France \| Groupama-FDJ \| + 4 min 17 s \| \| 4e \| Miguel Ángel López \| Colombie \| Astana \| + 4 min 57 s \| \| 5e \| Richard Carapaz \| Équateur \| Movistar Team \| + 5 min 44 s \| \| 6e \| Domenico Pozzovivo \| Italie \| Bahrain-Merida \| + 8 min 03 s \| \| 7e \| Pello Bilbao \| Espagne \| Astana \| + 11 min 08 s \| \| 8e \| Patrick Konrad \| Autriche \| Bora-Hansgrohe \| + 12 min 19 s \| \| 9e \| George Bennett \| Nouvelle-Zélande \| LottoNL-Jumbo \| + 12 min 35 s \| \| 10e \| Sam Oomen \| Pays-Bas \| Team Sunweb \| + 14 min 18 s \| |                    |                  |                |                  |
| |                    |                  |                |                  |
| Source : ProCyclingStats |                    |                  |                |                  |
| Classement général |                    |                  |                |                  |
| Coureur | Coureur            | Pays             | Équipe         | Temps            |
| 1er | Christopher Froome | Royaume-Uni      | Team Sky       | 80 h 21 min 59 s |
| 2e | Tom Dumoulin       | Pays-Bas         | Team Sunweb    | + 40 s           |
| 3e | Thibaut Pinot      | France           | Groupama-FDJ   | + 4 min 17 s     |
| 4e | Miguel Ángel López | Colombie         | Astana         | + 4 min 57 s     |
| 5e | Richard Carapaz    | Équateur         | Movistar Team  | + 5 min 44 s     |
| 6e | Domenico Pozzovivo | Italie           | Bahrain-Merida | + 8 min 03 s     |
| 7e | Pello Bilbao       | Espagne          | Astana         | + 11 min 08 s    |
| 8e | Patrick Konrad     | Autriche         | Bora-Hansgrohe | + 12 min 19 s    |
| 9e | George Bennett     | Nouvelle-Zélande | LottoNL-Jumbo  | + 12 min 35 s    |
| 10e | Sam Oomen          | Pays-Bas         | Team Sunweb    | + 14 min 18 s    |

### Classement du meilleur jeune
| Classement du meilleur jeune | Classement du meilleur jeune | Classement du meilleur jeune | Classement du meilleur jeune | Classement du meilleur jeune |
| Coureur                      | Coureur                      | Pays                         | Équipe                       | Temps                        |
| ---------------------------- | ---------------------------- | ---------------------------- | ---------------------------- | ---------------------------- |
| 1er                          | Miguel Ángel López           | Colombie                     | Astana                       | 80 h 26 min 56 s             |
| 2e                           | Richard Carapaz              | Équateur                     | Movistar Team                | + 47 s                       |
| 3e                           | Sam Oomen                    | Pays-Bas                     | Team Sunweb                  | + 9 min 21 s                 |
| 4e                           | Maximilian Schachmann        | Allemagne                    | Quick-Step Floors            | + 57 min 10 s                |
| 5e                           | Valerio Conti                | Italie                       | UAE Team Emirates            | + 1 h 09 min 07 s            |
| 6e                           | Fausto Masnada               | Italie                       | Androni Giocattoli-Sidermec  | + 1 h 15 min 23 s            |
| 7e                           | Matej Mohorič                | Slovénie                     | Bahrain-Merida               | + 1 h 26 min 21 s            |
| 8e                           | Felix Großschartner          | Autriche                     | Bora-Hansgrohe               | + 1 h 27 min 15 s            |
| 9e                           | Jack Haig                    | Australie                    | Mitchelton-Scott             | + 1 h 29 min 13 s            |
| 10e                          | Quentin Jauregui             | France                       | AG2R La Mondiale             | + 1 h 44 min 50 s            |

### Classement aux points
| Classement par points | Classement par points | Classement par points | Classement par points         | Classement par points |
| Coureur               | Coureur               | Pays                  | Équipe                        | Points                |
| --------------------- | --------------------- | --------------------- | ----------------------------- | --------------------- |
| 1er                   | Elia Viviani          | Italie                | Quick-Step Floors             | 290 pts               |
| 2e                    | Sam Bennett           | Irlande               | Bora-Hansgrohe                | 232 pts               |
| 3e                    | Davide Ballerini      | Italie                | Androni Giocattoli-Sidermec   | 119 pts               |
| 4e                    | Simon Yates           | Royaume-Uni           | Mitchelton-Scott              | 113 pts               |
| 5e                    | Sacha Modolo          | Italie                | EF Education First-Drapac     | 110 pts               |
| 6e                    | Marco Frapporti       | Italie                | Androni Giocattoli-Sidermec   | 109 pts               |
| 7e                    | Danny van Poppel      | Pays-Bas              | LottoNL-Jumbo                 | 107 pts               |
| 8e                    | Niccolò Bonifazio     | Italie                | Bahrain-Merida                | 93 pts                |
| 9e                    | Tom Dumoulin          | Pays-Bas              | Team Sunweb                   | 73 pts                |
| 10e                   | Eugert Zhupa          | Albanie               | Wilier Triestina-Selle Italia | 64 pts                |

### Classement du meilleur grimpeur
| Classement de la montagne | Classement de la montagne | Classement de la montagne | Classement de la montagne | Classement de la montagne |
| Coureur                   | Coureur                   | Pays                      | Équipe                    | Points                    |
| ------------------------- | ------------------------- | ------------------------- | ------------------------- | ------------------------- |
| 1er                       | Christopher Froome        | Royaume-Uni               | Team Sky                  | 123 pts                   |
| 2e                        | Simon Yates               | Royaume-Uni               | Mitchelton-Scott          | 91 pts                    |
| 3e                        | Thibaut Pinot             | France                    | Groupama-FDJ              | 70 pts                    |
| 4e                        | Richard Carapaz           | Équateur                  | Movistar Team             | 65 pts                    |
| 5e                        | Giulio Ciccone            | Italie                    | Bardiani CSF              | 52 pts                    |
| 6e                        | Tom Dumoulin              | Pays-Bas                  | Team Sunweb               | 49 pts                    |
| 7e                        | Esteban Chaves            | Colombie                  | Mitchelton-Scott          | 47 pts                    |
| 8e                        | Domenico Pozzovivo        | Italie                    | Bahrain-Merida            | 40 pts                    |
| 9e                        | Matteo Montaguti          | Italie                    | AG2R La Mondiale          | 37 pts                    |
| 10e                       | Miguel Ángel López        | Colombie                  | Astana                    | 37 pts                    |

### Classements par équipes
| Classement par équipes | Classement par équipes | Classement par équipes | Classement par équipes |
| Équipe                 | Équipe                 | Pays                   | Temps                  |
| ---------------------- | ---------------------- | ---------------------- | ---------------------- |
| 1re                    | Sky                    | Royaume-Uni            | 241 h 43 min 08 s      |
| 2e                     | Astana                 | Kazakhstan             | + 17 min 06 s          |
| 3e                     | Groupama-FDJ           | France                 | + 39 min 16 s          |
| 4e                     | Bora-Hansgrohe         | Allemagne              | + 49 min 50 s          |
| 5e                     | Team Sunweb            | Allemagne              | + 1 h 06 min 32 s      |
| 6e                     | AG2R La Mondiale       | France                 | + 1 h 19 min 30 s      |
| 7e                     | Movistar Team          | Espagne                | + 1 h 33 min 30 s      |
| 8e                     | Lotto NL-Jumbo         | Pays-Bas               | + 1 h 47 min 53 s      |
| 9e                     | Mitchelton-Scott       | Australie              | + 1 h 53 min 30 s      |
| 10e                    | UAE Team Emirates      | Émirats arabes unis    | + 2 h 04 min 52 s      |

| Classement par équipes | Classement par équipes | Classement par équipes | Classement par équipes |
| Équipe                 | Équipe                 | Pays                   | Temps                  |
| ---------------------- | ---------------------- | ---------------------- | ---------------------- |
| 1re                    | Sky                    | Royaume-Uni            | 241 h 43 min 08 s      |
| 2e                     | Astana                 | Kazakhstan             | + 17 min 06 s          |
| 3e                     | Groupama-FDJ           | France                 | + 39 min 16 s          |
| 4e                     | Bora-Hansgrohe         | Allemagne              | + 49 min 50 s          |
| 5e                     | Team Sunweb            | Allemagne              | + 1 h 06 min 32 s      |
| 6e                     | AG2R La Mondiale       | France                 | + 1 h 19 min 30 s      |
| 7e                     | Movistar Team          | Espagne                | + 1 h 33 min 30 s      |
| 8e                     | Lotto NL-Jumbo         | Pays-Bas               | + 1 h 47 min 53 s      |
| 9e                     | Mitchelton-Scott       | Australie              | + 1 h 53 min 30 s      |
| 10e                    | UAE Team Emirates      | Émirats arabes unis    | + 2 h 04 min 52 s      |

| Classement par équipes aux points | Classement par équipes aux points | Classement par équipes aux points | Classement par équipes aux points |
| Équipe                            | Équipe                            | Pays                              | Points                            |
| --------------------------------- | --------------------------------- | --------------------------------- | --------------------------------- |

| Classement par équipes aux points | Classement par équipes aux points | Classement par équipes aux points | Classement par équipes aux points |
| Équipe                            | Équipe                            | Pays                              | Points                            |
| --------------------------------- | --------------------------------- | --------------------------------- | --------------------------------- |

## Abandons
- 8 -  Louis Vervaeke (Sunweb) : abandon
- 13 -  Mikaël Cherel (AG2R La Mondiale) : abandon
- 55 -  Mirco Maestri (Bardiani CSF) : abandon
- 82 -  William Bonnet (Groupama-FDJ) : abandon
- 146 -  Ben O'Connor (Dimension Data) : abandon
- 185 -  Vasil Kiryienka (Sky) : abandon
- 201 -  Fabio Aru (UAE Emirates) : abandon